# جاكوب بورغ
جاكوب بورغ (بالإنجليزية: Jacob Borg)‏ (22 مايو 1991 في أستراليا - ) هو لاعب كرة قدم مالطي وأسترالي في مركز الدفاع. شارك مع منتخب أستراليا تحت 20 سنة لكرة القدم ومنتخب مالطا لكرة القدم. أما مع النوادي، فقد لعب مع سلايما واندريرز ونادي بالزان وKemblawarra Fury FC ‏ وŻebbuġ Rangers F.C. ‏.

## وصلات خارجية
- جاكوب بورغ على موقع قاعدة بيانات كرة القدم.إي يو (الإنجليزية)
- جاكوب بورغ على موقع ناشيونال فوتبول تيمز (الإنجليزية)
- جاكوب بورغ على موقع Soccerway.com (الإنجليزية)
- جاكوب بورغ على موقع عالم كرة القدم.نت (الإنجليزية)
- جاكوب بورغ على موقع GSA (الإنجليزية)